# Kaori Iwabuchi
Kaori Iwabuchi (jap. 岩渕 香里 Iwabuchi Kaori; * 28. April 1993 in Ueda, Nagano) ist eine ehemalige japanische Skispringerin. Bei den Junioren-Weltmeisterschaften 2012 in Erzurum gewann sie den Titel im Einzelspringen.

## Werdegang
Iwabuchi gab am 3. März 2009 in Zaō ihr Debüt im Continental Cup und belegte den 21. Platz. Beim zweiten Springen wurde sie disqualifiziert. Am 23. Januar 2010 bestritt Iwabuchi in Schonach im Schwarzwald ihr erstes Springen außerhalb Japans und belegte den 16. Platz. Bei der Junioren-WM in Hinterzarten wurde sie disqualifiziert. Am Ende der Saison 2009/10 ging Iwabuchi beim Continental Cup an den Start und belegte die Plätze 15 und 16. In der Saison 2010/11 war sie erneut in Zaō dabei und belegte den 18. Platz. Seit Dezember 2011 startete Iwabuchi mehrmals im neugeschaffenen Damen-Weltcup. Bei der Junioren-WM 2012 in Erzurum gewann sie im Mannschaftswettbewerb zusammen mit Yūki Itō, Yurina Yamada und Sara Takanashi die Goldmedaille. Im Sommer belegte sie beim Grand Prix den 15. Rang in der Gesamtwertung. Nach dem Sommer-Grand-Prix nahm sie ein Jahr lang an keinem internationalen Springen teil und ließ damit den kompletten Weltcup 2012/13 aus.
Nach einem Jahr Pause startete Iwabuchi bei den Grand-Prix-Springen in Almaty und Nischni Tagil. Bei der Winter-Universiade 2013 in Predazzo belegte sie den elften Rang im Einzel- und den fünften Rang im Mannschaftswettbewerb. Danach gab sie im Dezember 2013 ihr Comeback im Weltcup.
Bei den Nordischen Skiweltmeisterschaften 2015 im schwedischen Falun belegte sie den 36. Platz im Einzelwettbewerb. Am 19. Februar 2016 erreichte sie den sechsten Rang beim Weltcupspringen in Lahti und damit ihr bis dahin bestes Karriereergebnis bei einem Einzel-Weltcup. Im Februar 2017 nahm sie in Lahti zum zweiten Mal bei den Nordischen Skiweltmeisterschaften teil. Mit Platz elf konnte sie ihr Ergebnis der ersten Teilnahme deutlich übertreffen.
In der Saison 2017/18 gewann sie mit der japanischen Mannschaft die ersten beiden Mannschaftsspringen in der Geschichte des Damen-Weltcups in Hinterzarten und Yamagata. Bei den Olympischen Winterspielen 2018 in Pyeongchang belegte sie den zwölften Rang im Einzelwettbewerb auf der Normalschanze. Im Gesamtweltcup landete sie am Ende der Saison auf den 16. Rang und erzielte das bis dahin beste Abschneiden in ihrer Karriere.
Bei den Weltmeisterschaften 2019 in Seefeld wurde sie gemeinsam mit Yūki Itō, Nozomi Maruyama und Sara Takanashi beim erstmals ausgetragenen Teamspringen der Damen Sechste. Zwei Jahre später wurde sie bei den Weltmeisterschaften 2021 in Oberstdorf von der Großschanze 29.
Bei den Olympischen Winterspielen 2022 in Peking belegte sie den 18. Rang im Einzelwettbewerb auf der Normalschanze.

## Erfolge

### Weltcupsiege im Team
| Nr. | Datum             | Ort          | Typ           |
| --- | ----------------- | ------------ | ------------- |
| 1.  | 16. Dezember 2017 | Hinterzarten | Normalschanze |
| 2.  | 20. Januar 2018   | Yamagata     | Normalschanze |

## Statistik

### Weltcup-Platzierungen
| Saison  | Platz | Punkte |
| ------- | ----- | ------ |
| 2011/12 | 23.   | 119    |
| 2013/14 | 31.   | 120    |
| 2014/15 | 26.   | 082    |
| 2015/16 | 22.   | 191    |
| 2016/17 | 18.   | 268    |
| 2017/18 | 16.   | 243    |
| 2018/19 | 27.   | 142    |
| 2019/20 | 34.   | 030    |
| 2020/21 | 31.   | 060    |
| 2021/22 | 19.   | 221    |

### Grand-Prix-Platzierungen
| Saison | Platz | Punkte |
| ------ | ----- | ------ |
| 2012   | 15.   | 071    |
| 2013   | 32.   | 039    |
| 2014   | 10.   | 054    |
| 2015   | 19.   | 062    |
| 2016   | 07.   | 091    |
| 2017   | 15.   | 097    |
| 2018   | 19.   | 061    |
| 2021   | 15.   | 116    |

### Continental-Cup-Platzierungen
| Saison  | Platz | Punkte |
| ------- | ----- | ------ |
| 2008/09 | 70.   | 011    |
| 2009/10 | 41.   | 046    |
| 2010/11 | 65.   | 013    |
| 2011/12 | 20.   | 085    |
| 2018/19 | 14.   | 160    |
| 2019/20 | 74.   | 029    |